# Skarsterlân
Skarsterlân (tên chính thức trong tiếng Tây Frisia; tiếng Hà Lan: Scharsterland phát âmⓘ) là một đô thị ở tỉnh Friesland, Hà Lan. Đô thị này có dân số vào thời điểm đầu năm 2007 là 27.059 người. Diện tích là đất là 186,41 km2.

## Population centres
Akmarijp, Boornzwaag, Broek, Dijken, Doniaga, Goingarijp, Haskerdijken, Haskerhorne, Idskenhuizen, Joure, Langweer, Legemeer, Nieuwebrug, Nijehaske, Oldeouwer, Oudehaske, Ouwster-Nijega, Ouwsterhaule, Rohel, Rotstergast, Rotsterhaule, Rottum, Scharsterbrug, Sint Nicolaasga, Sintjohannesga, Snikzwaag, Terkaple, Teroele, Tjerkgaast và Vegelinsoord.